# Neue Pfarrkirche Feldkirch-Nofels

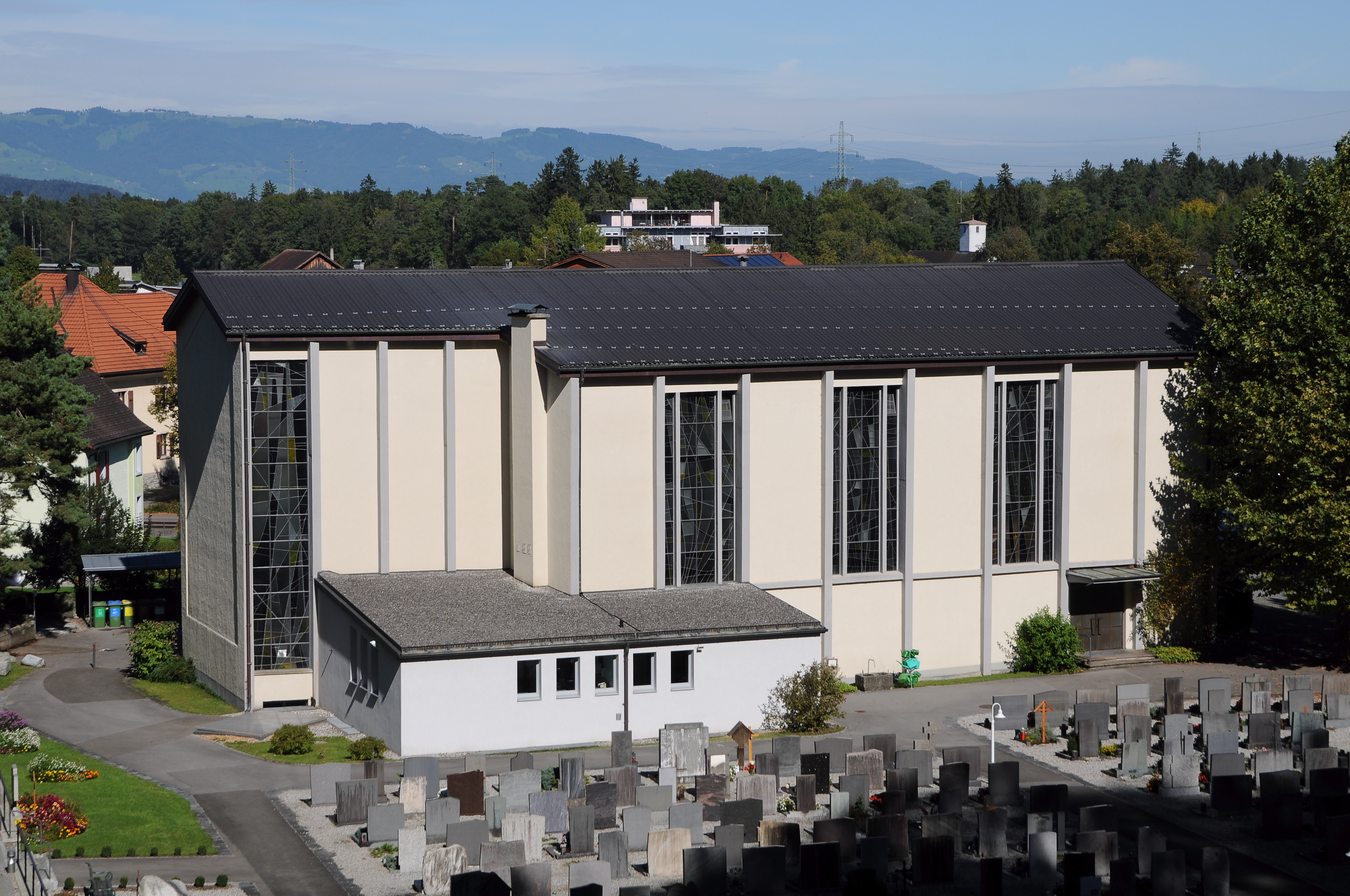
Kath. Pfarrkirche Mariae Heimsuchung in Feldkirch

Die römisch-katholische Pfarrkirche Feldkirch-Nofels steht im Stadtteil Nofels der Stadtgemeinde Feldkirch im Bezirk Feldkirch in Vorarlberg. Sie ist dem Fest Mariä Heimsuchung geweiht und gehört zum Dekanat Feldkirch in der Diözese Feldkirch. Das Bauwerk steht unter Denkmalschutz (Listeneintrag).

## Lagebeschreibung
Die Pfarrkirche liegt im Westen der alten Pfarrkirche. Südlich schließt ein Friedhof an die Kirche an.

## Geschichte
Die Kirche wurde zwischen 1959 und 1960 nach Plänen von Adolf Wouk erbaut und 1960 geweiht.

## Architektur
Kirchenäußeres
Die Kirche ist ein Richtung Westen orientierter Saalbau mit eingezogenem Chorbau. Darüber ist ein Satteldach. Langhaus und Fassade sind durch Pfeilerlisenen gegliedert. Südlich ist die eingeschoßige Sakristei an die Kirche angebaut.
Kircheninneres
Im Inneren besteht die Kirche aus einem Saalraum mit eingezogenem Chorraum, der gerade geschlossen ist. Der Kirchenraum ist durch Betonträger an Wand und Decke gegliedert. Auf der vorkragenden Empore steht die Orgel. Die Glasmalereien an den Fenstern sind abstrakte Kompositionen und stammen aus der Tiroler Glasmalerei und Mosaik Anstalt in Innsbruck aus dem Jahr 1960.

## Ausstattung
An der Altarrückwand hängt ein einfaches Holzkreuz. Auf dem Tabernakel befindet sich ein Metallrelief, das die „Verkündigung Mariens“ darstellt. Über dem linken Seitenaltar ist eine Figur der heiligen Maria. Über dem rechten Seitenaltar ist eine Figur des heiligen Josef. Die beiden Figuren stammen, genauso wie die Rosenkranzstationen von Jakob Summer aus dem Jahr 1960.

## Orgel
Die Orgel stammt von Orgelbau Reinisch-Pirchner aus dem Jahr 1963.